# Äthiopische Puffotter
Die Äthiopische Puffotter (Bitis parviocula) ist eine Schlangenart aus der Familie der Vipern. Die Art wurde 1977 von Wolfgang Böhme wissenschaftlich beschrieben. Insgesamt liegen nur drei wissenschaftlich dokumentierte Funde der Art vor. Über die Lebensweise dieser Schlange ist entsprechend wenig bekannt.

## Merkmale
Das längste bekannte Exemplar der Äthiopischen Puffotter war das Typusexemplar mit einer Länge von 75,2 Zentimetern, eine Maximallänge von etwa einem Meter wird angenommen. Der Körperbau ist, wie für Puffottern typisch, relativ massig und zylindrisch, der Schwanz ist kurz. In der Körpermitte besitzt die Schlange 37 bis 39 Schuppenreihen um den Körper, wobei die Schuppen deutlich gekielt sind. Die Grundfärbung des Körpers ist hell- bis dunkelbraun, an den Flanken grünbraun. Über den Rücken verläuft eine Reihe von schwarzen, sechseckigen Rückenflecken (Diamanten), die teilweise von hellen Schuppen umrandet sind. Zwischen den schwarzen Diamanten befinden sich schmetterlingsförmige gelbe Zeichnungen. Die Körperseiten sind im oberen Bereich mit einer Reihe schwarzer Dreiecke mit weißem Zentrum und im unteren Bereich mit grün-grauen  und meist gelb begrenzten Dreiecken gezeichnet. Die Bauchseite ist grün-grau und kann eine dunkle Sprenkelung aufweisen. Sie besteht aus etwa 144 Bauchschilden (Ventralia), denen sich ein ungeteilter Analschild und 21 paarige Subcaudalia anschließen.
Der vom Körper abgesetzte, relativ kleine Kopf ist lang und abgeflacht und hat eine dreieckige Grundform. Er ist braun gefärbt mit einer dunklen, dreieckigen Zeichnung mit der breitesten Stelle zwischen den Augen, daran schließt sich durch eine helle Linie abgetrennt ein hellbraunes, keulenförmiges Zeichnungselement an. Die Kopfseiten besitzen jeweils ein dunkelbraunes Dreieck unterhalb der Augen (Subocular-) und eines von den Augen zum Hinterende des Mundspalts verlaufend (Temporaldreieck), die durch einen dünnen hellen Streifen getrennt werden, der vom Augenhinterrand zur weißen Oberlippe verläuft. Das Kinn und die Kehle sind weiß mit einer schwarzen Sprenkelung. Die Augen sind eher klein und seitwärts  gerichtet, sie sind von einem Augenring aus 14 Einzelschuppen umgeben. Die Iris ist dunkelbraun, die Pupille ist elliptisch und vertikal gestellt. Zwischen dem Augenring und den Oberlippenschilden (Supralabialia) liegen 3 Schuppenreihen. Die Oberkante des Mundspalts säumen 13 bis 14 Supralabialia, die Unterkante 15 Sublabialia.
Die Nasenlöcher sind anders als bei anderen Bitis-Arten klein und schlitzförmig und dabei etwa so lang wie der Augendurchmesser. Der gesamte Kopf ist mit kleinen und gekielten Schuppen bedeckt, die zwischen den Augen (intraorbital) 12 Reihen bilden.
Die Äthiopische Puffotter unterscheidet sich von der in Äthiopien nicht heimischen Gabunviper (Bitis gabonica) durch das Fehlen von Schnauzen- bzw. Nasenhörnchen. Von der Puffotter (B. arietans) kann sie durch die Färbung unterschieden werden, die der Nashornviper (B. nasicornis) nahekommt. Eigene, als separate Art kennzeichnende, Merkmale sind die kleinen Augen, die schlitzförmigen Nasenlöcher sowie die relativ kurzen Giftzähne.

## Vorkommen und Lebensraum

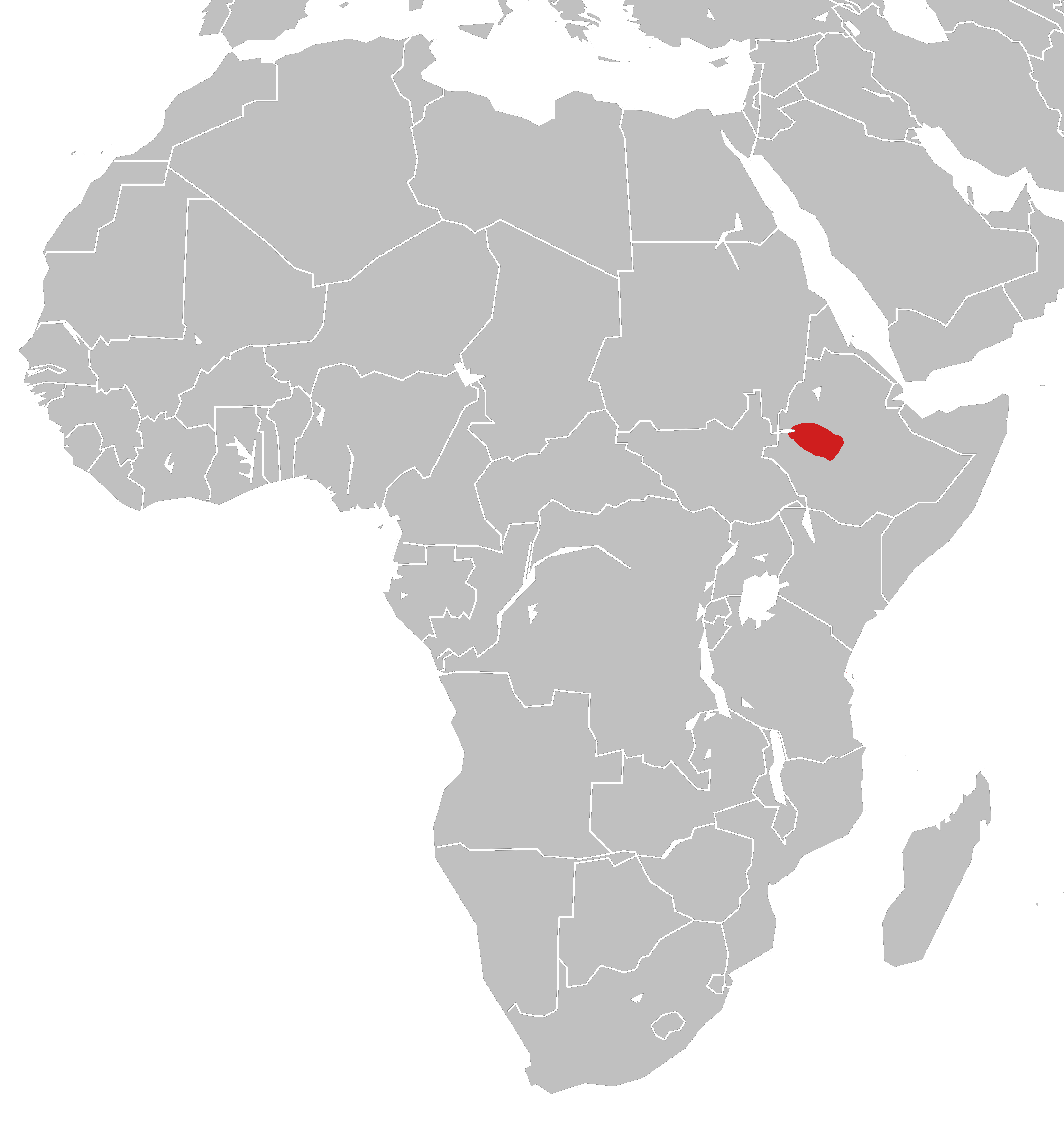
Verbreitungsgebiete der Äthiopischen Puffotter.

Die Schlange ist nur von drei Fundorten im südlichen Äthiopien aus Höhenlagen zwischen 2000 und 3000 Metern bekannt, man geht jedoch von einem größeren Verbreitungsgebiet im Gebirge aus. Sie wurde anhand eines Exemplars beschrieben, das 1975 am Doki River in der Nähe der Ortschaft Yambo in der früheren Illubabor-Provinz, heute Oromiyaa, in Äthiopien als überfahrenes Tier gesammelt wurde.
Zwei der drei bekannten Exemplare wurden in bewaldeten Gebieten und eines im Grasland nahe einem steinigen Bachlauf gefangen. Das Typusexemplar lebte in einer alten Kaffeeplantage. Der Autor Böhme hält in seiner 1977 erschienenen Beschreibung der Schlangenart eine unterirdische Lebensweise für möglich und geht anhand der Schilderung Einheimischer, die ihm vom Sammler übermittelt wurde, von einer in den Waldgebieten der Hochlandgebirge Äthiopiens endemischen Art aus.

## Lebensweise
Die Lebensweise der Äthiopischen Puffotter ist völlig unbekannt. Es kann davon ausgegangen werden, dass sie wie andere Puffottern nachtaktiv ist und ausschließlich am Boden lebt. In der Erstbeschreibung wird aufgrund der Kopfform und -proportionen sowie der relativ kurzen Giftzähne und der fehlenden Schnauzenhörnchen ein häufiger Aufenthalt in unterirdischen Nagetierbauten bis hin zu einer fast ausschließlich subterranen Lebensweise angenommen. Die kurzen Giftzähne – im Vergleich zu anderen Bitis-Arten gleicher Größe etwa halb so lang – ermöglichen ein Zubeißen, ohne das Maul allzu weit öffnen zu müssen. Als Nahrung kämen entsprechend vor allem unterirdisch lebende Kleinsäuger in Frage.
Da über die Fortpflanzung ebenfalls nichts bekannt ist, geht man in Analogie zu den verwandten Arten davon aus, dass die Schlange lebende Junge zur Welt bringt.

## Taxonomie
Die Äthiopische Puffotter wird gemeinsam mit der Gabunviper (Bitis gabonica) und der Nashornviper (Bitis nasicornis) innerhalb der Gattung Bitis in die Untergattung Macrocerastes gestellt. Dabei handelt es sich um größere und meist plump gebaute Puffottern, die sich vor allem durch die Ausbildung der Kopfschilder auszeichnen. Die Nasale ist bei ihnen durch mindestens vier Schuppen von der ersten Supralabiale und durch drei oder fünf Schuppen von der Rostrale getrennt. Außerdem weisen alle diese Arten einen dreieckigen Kopf sowie ein Paar hornähnlich vergrößerte Schuppen an der Schnauzenspitze auf, diese sind jedoch bei der Äthiopischen Puffotter reduziert. Alle drei Arten sind Waldbewohner, ihre formenreiche Färbung dient der Tarnung am Waldboden.

## Schlangengift
Die Zusammensetzung und Wirksamkeit des Giftes ist unbekannt, es ist bislang auch kein Fall eines Bisses bekannt. Man geht allerdings davon aus, dass einige Puffotterbisse im südlichen Äthiopien auf diese Art zurückgehen. Von der heimischen Bevölkerung wird sie wie ihre Verwandten als gefährlich eingestuft; Böhme zitiert den Sammler der Schlange damit, „dass die Einheimischen in den Waldgebieten zwischen Jimma, Bonga und Gore schon häufiger von einer dicken, kurzen, sehr giftigen Schlange in der Kaffeeplantage erzählt hätten“. In den Waldgebieten kommt die gewöhnliche Puffotter nicht vor, deshalb muss die Äthiopische Puffotter gemeint sein.